# Apamea leucodon
Apamea leucodon är en fjärilsart som beskrevs av Eduard Friedrich Eversmann 1837. Apamea leucodon ingår i släktet Apamea och familjen nattflyn. Inga underarter finns listade i Catalogue of Life.